# Claudia Fielers
Claudia Fielers, auch Irina Kant und Anita Fielers (* 21. Mai 1946 in Bad Rehburg als Anita Waldhofen; † 20. Februar 1975 in München) war eine deutsche Schauspielerin.

## Leben
Die Medizinstudentin wirkte in der ersten Hälfte der 1970er Jahre in mehreren Erotikfilmen mit. Während der Dreharbeiten zu einem weiteren Film vergiftete sie sich mit Schlaftabletten. Ihr Tod ist auch Inhalt des 1978 erschienenen deutschen Exploitationfilms über das Sexfilm-Gewerbe beziehungsweise Snuff-Films Snuff.

## Filmografie
- 1972: Die Mädchenhändler
- 1972: Schulmädchen-Report. 4. Teil: Was Eltern oft verzweifeln läßt
- 1972: Blutjunge Masseusen
- 1972: Krankenschwestern-Report
- 1972: Gefährlicher Sex frühreifer Mädchen 2. Teil: Höllisch heiße Mädchen
- 1972: Blutjunge Verführerinnen 3. Teil
- 1973: Alle Menschen werden Brüder
- 1973: Was Schulmädchen verschweigen
- 1973: Junge Mädchen mögen’s heiß, Hausfrauen noch heißer
- 1973: Laß jucken, Kumpel 2. Teil – Das Bullenkloster
- 1973: Teenager-Report – Die ganz jungen Mädchen
- 1973: Liebesjagd durch sieben Betten
- 1973: Eine Armee Gretchen
- 1973: Liebesmarkt
- 1973: Der Ostfriesen-Report
- 1973: Der Fluch der schwarzen Schwestern
- 1974: Zwei Rebläuse auf dem Weg zur Loreley
- 1974: Die Sex-Spelunke von Bangkok
- 1975: Mädchen, die sich selbst bedienen